# Holcocephala matteii
Holcocephala matteii är en tvåvingeart som beskrevs av Ayala 1982. Holcocephala matteii ingår i släktet Holcocephala och familjen rovflugor.
Artens utbredningsområde är Venezuela. Inga underarter finns listade i Catalogue of Life.